# Міщенко Олексій Дмитрович
Олексі́й Дми́трович Мі́щенко (11 березня 1918 , Зуївці, Миргородський повіт, Полтавська губернія, УНР  — 15 серпня 1994 , Київ ) — радянський офіцер, Герой Радянського Союзу (1945), в роки німецько-радянської війни командир 90-го окремого мотоциклетного Лодзинського батальйону 9-го танкового Бобруйського Червонопрапорного ордена Суворова корпусу 1-го Білоруського фронту, полковник.

## Біографія
Народився 11 березня 1918 року в селі Зуївцях (тепер Миргородського району Полтавської області) в сім'ї селянина. Українець. Член ВКП(б) з 1941 року. Закінчив сім класів неповної середньої школи. Працював у колгоспі.
У 1938 році призваний до лав Червоної Армії. У 1942 році закінчив Саратовське танкове училище. У боях німецько-радянської війни з липня 1942 року. Воював на 1-му Білоруському фронті.
У квітні 1945 року 90-й окремий мотоциклетний Лодзький батальйон, яким командував майор О. Д. Міщенко, вів важкі бої на підступах до Берліна. 21 квітня 1945 року разом з двома розвідгрупами майор О. Д. Міщенко проник до Берліна і незабаром доповів командуванню корпусу про характер оборонних споруд, кількість живої сили і військової техніки ворога в заданому районі. Ці відомості допомогли частинам корпусу успішно громити ворога.
23 квітня 1945 року розвідгрупа, очолювана О. Д. Міщенко, потопила на озері Хавель, на захід від Берліна дві баржі, на яких знаходилося 500 солдатів і офіцерів противника, а на польовому аеродромі знищила вісім ворожих літаків.
За період з 16 по 29 квітня 1945 року батальйон під командуванням О. Д. Міщенка завдав гітлерівцям великих втрат: знищив 2 танки, 15 гармат, 48 автомашин, 70 возів з військовим майном, 2 склади з боєприпасами, близько 800 солдатів і офіцерів противника. Майор О. Д. Міщенко особисто підбив один танк і дві самохідні гармати.
Указом Президії Верховної Ради СРСР від 31 травня 1945 року за зразкове виконання бойових завдань командування і проявлені при цьому мужність і героїзм майору Олексію Дмитровичу Міщенку присвоєно звання Героя Радянського Союзу з врученням ордена Леніна і медалі «Золота Зірка» (№ 6412).
У 1947 році закінчив перший курс при Військовій академії бронетанкових і механізованих військ, у 1955 році — Центральні бронетанкові курси удосконалення офіцерського складу, в 1964 році — Військову академію імені М. В. Фрунзе (заочно).

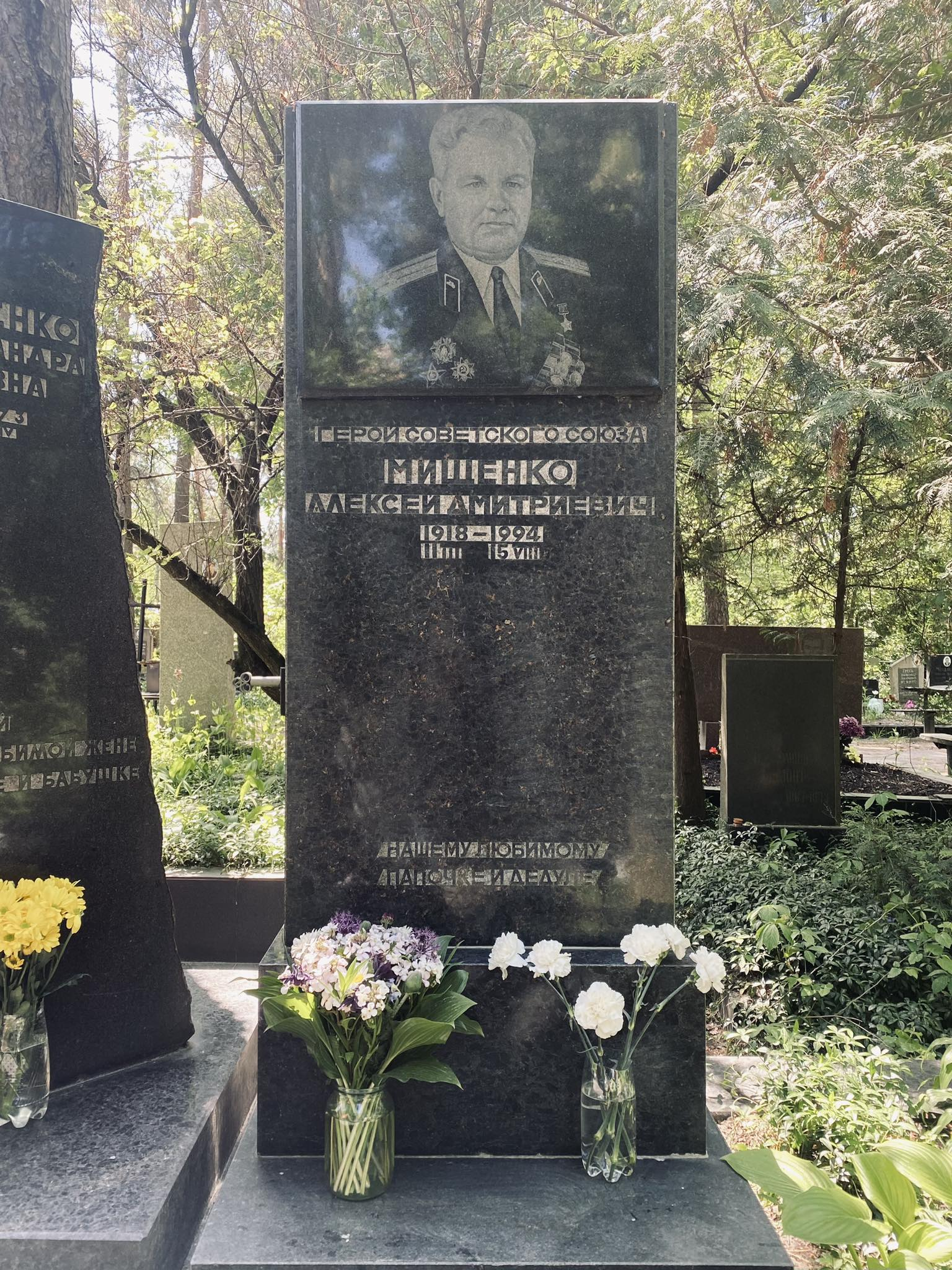
Могила Олексія Міщенка

З 1971 року полковник О. Д. Міщенко — в запасі. Жив у Києві. Помер 15 серпня 1994 року. Похований у Києві на Лісовому кладовищі.

## Нагороди
Нагороджений орденом Леніна, двома орденами Червоного Прапора, орденом Олександра Невського, двома орденами Вітчизняної війни 1-го ступеня, орденом Вітчизняної війни 2-го ступеня, двома орденами Червоної Зірки, медалями, іноземним орденом.